# 赵梦泰
赵梦泰，清朝人，是一名清朝政治人物。
赵梦泰曾于1905年接替孙友萼任华亭县知县一职，1906年由程鹏接任，1909年接替張鵬翔再任华亭县知縣一职，1911年由沈唐接任。